# صحراء اسكلانت

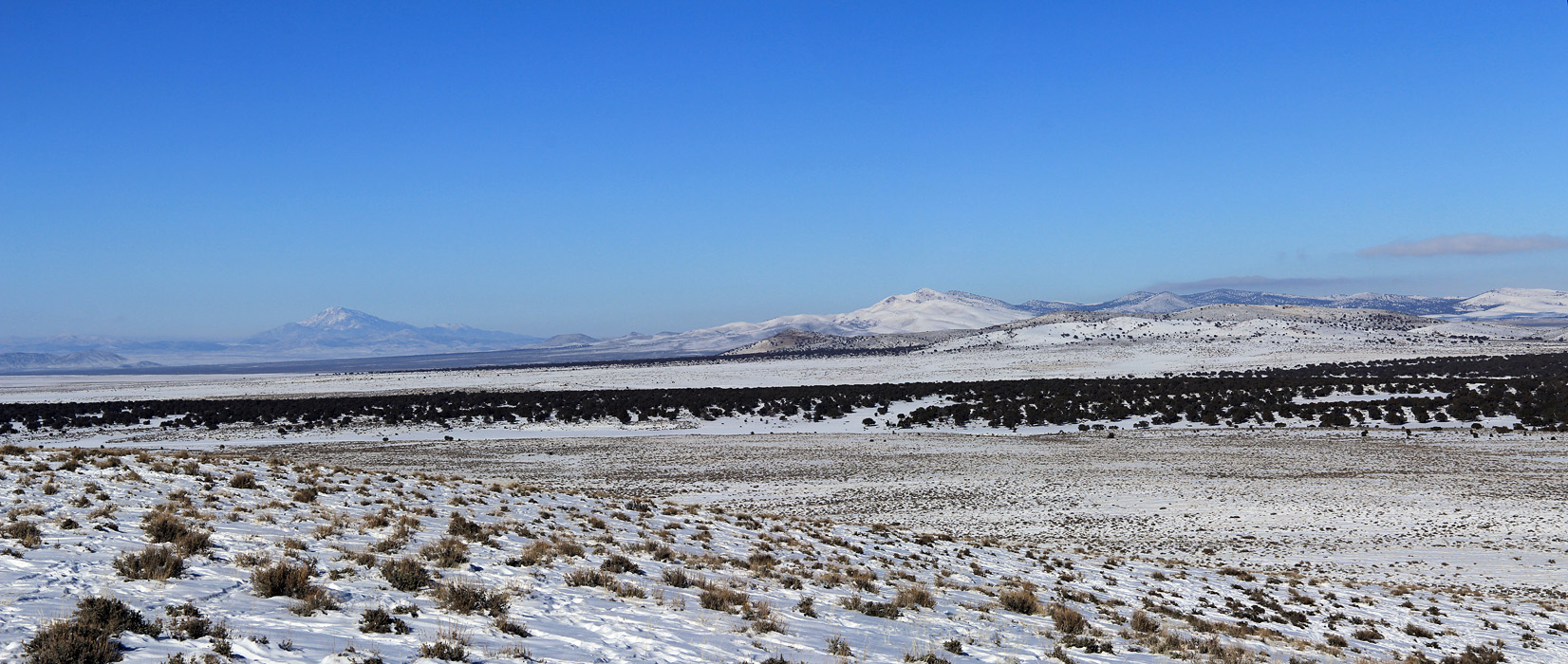

صحراء اسكلانت (بالإنجليزية: The Escalante Desert ) هي منطقة قاحلة تقع إلى الشمال الغربي من مدينة سيدار , يوتا في الولايات المتحدة الأمريكية ، والتي تمتد إلى جزء من مقاطعة ميلارد، يوتا. ويبلغ نسبة هطول الأمطار سنويا 13 بوصة (330 ملم) , أما معدل هطول الثلج فيبلغ 5.9 أقدام (1.8 م) .
‌